# Rhinolophus coelophyllus
Rhinolophus coelophyllus es una especie de murciélago de la familia Rhinolophidae.

## Distribución geográfica
Se encuentra en Laos, Malasia, Birmania, Tailandia.